# Norci
Norci je drama Dušana Jovanovića s podnaslovom Zgodovinska igra 63. Drama je izšla v revijalni obliki leta 1968 v Problemih, leta 1971 je v SLG Celje doživela krstno izvedbo, v knjižni izdaji je izšla pri založbi Obzorja leta 1970.

## Vsebina
Pet študentov (Mirko, Duks, Tine, Zorči in Vojko) razbija v podstrešni sobi. Gospodar privihti ves razburjen, želi jih vreči iz stanovanja, a študentje se iz njega le norčujejo. Njihova pozornost velja le pijančevanju in ljubezenskim avanturam. Hrup se še poveča, iz brivnice v pritličju se zasliši revolucionarna glasba, slišati je streljanje, pred hišo se ustavi tovornjak z oboroženimi ljudmi.
Na stopnice pride norec, ki v imenu nove revolucionarne vlade ljudi spodbuja k boju proti staremu svetu, drugi norec razdeljuje ukaze, nekaj norcev se v brivnici usede in naroči britje. Eden izmed aktivistov pride tudi do študentov in jih pozove naj se jim pridružijo, ali pa jih takoj likvidira. Mladeniči se po premisleku odločijo za sodelovanje. Vojna je na vrhuncu, revolucionarno sodišče sodi občanom, ljudje pa svoje vznemirjenje tolažijo s pijačo. Vojna zahetva tudi žrtve, med študenti je to Mirko.
Revolucionarni udar kmalu zadušijo. Skupino aktivistov - norcev ujamejo kontrarevolucionarne enote. Življenje se počasi vrača na stara pota, študentje svoj čas spet posvečajo pijači in dekletom. A še vedno jih razjedajo dvomi - so se res borili skupaj z norci, je bilo vse zaman? Razlike med fanti pripeljejo do tega, da Zorči ustreli Tineta, kar vse zelo prizadane. Tineta odnesejo v študentovsko sobico, Vojko se napije in prepira s sosedi. Duksa opdelje policist in na sredini odra zajoka otrok.